# تمثيل (أدب)

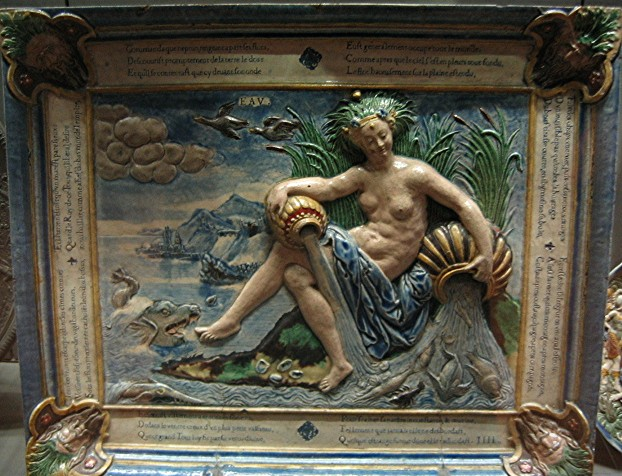
أمثولة الماء

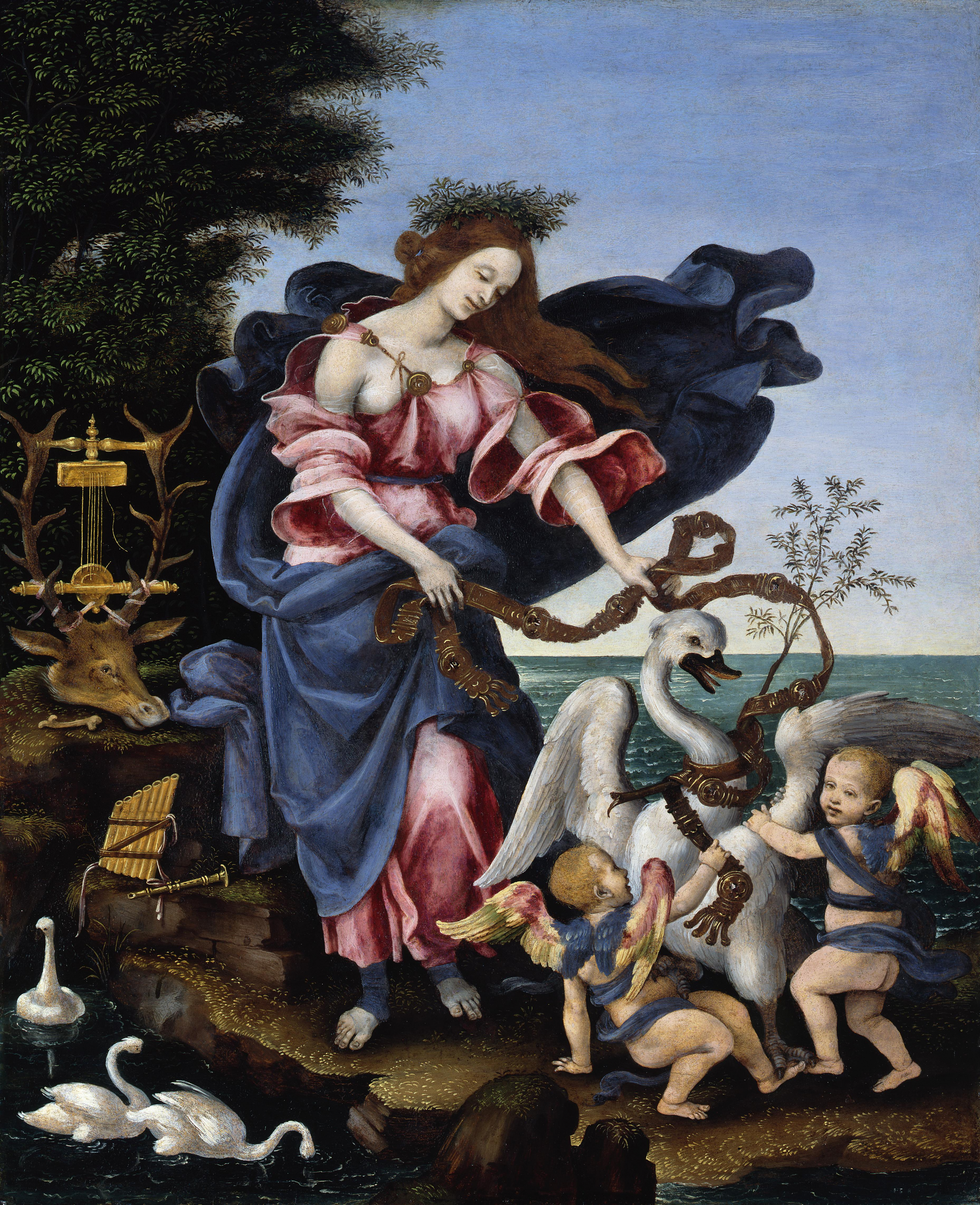
أمثولة الموسيقى

الحكاية الرمزية أو القصص الرمزي أو أمثولة (بالإنجليزية: allegory) هي حكاية تُستخدم فيها شخصية، أو مكان، أو أحداث لإيصال رسالة أشمل حول قضايا ووقائع العالم الحقيقي. استخدم الأدباء الحكاية الرمزية عبر التاريخ في كافة أشكال الفن لإيضاح أو نقل أفكار ومفاهيم معقدة بطرق مفهومة أو ملفتة بالنسبة للمشاهد، أو القارئ، أو المستمع.
عادةً ما يستخدم الكُتّاب والمؤلفون الحكايات الرمزية لنقل معانٍ شبه مخفية أو معقدة عبر شخصيات أو أفعال أو صور أو أحداث رمزية، تخلق سوية المعنى الأخلاقي أو الروحي أو السياسي الذي يرغب الكاتب بإيصاله. تستخدم العديد من الحكايات الرمزية تجسيد المفاهيم المجردة في شخصيات.

## اصطلاحًا
كان أول ظهور للمصطلح في اللغة الإنجليزية عام 1382، كلمة allegory مشتقة من الكلمة اللاتينية allegoria، وهي اللفظة المحولة إلى اللاتينية من الكلمة الإغريقية ἀλληγορία (allegoría)، «لغة مستترة، مجازية»، التي تأتي بدورها من الكلمتين اليونانيتين ἄλλος  (allos)، وتعني: «آخر، مختلف»، وἀγορεύω  (agoreuo)، التي تعني: «أن تحاضر، أن تتكلم في الجمع»، والتي يعود أصلها إلى كلمة ἀγορά  (agora)، «جَمع».

## أنواعها
ناقش نورثروب فراي ما أطلق عليه اصطلاحًا «استمرارية الحكاية الرمزية»، وهي طيف يتراوح مما سماه «الحكاية الرمزية الساذجة» لملكة الجن، إلى حكايات أدب المفارقة المعاصر الأكثر خصوصية. من هذا المنظور، لا تكون الشخصيات في الحكاية الرمزية «الساذجة» ثلاثية الأبعاد بصورة كاملة، لأن كل جانب من جوانب شخصياتهم الفردية والأحداث التي تحيق بهم تجسد بعض الجودة الأخلاقية أو تجريدًا آخر؛ لذا يجري اختيار الرمز أولًا، ثم يُكسى بالتفاصيل ببساطة.

## الحكاية الرمزية الكلاسيكية
يمكن تتبع أصول الحكاية الرمزية على الأقل إلى هوميروس في استخدامه «شبه الرمزي» لتجسيدات الترويع (ديموس) والخوف (فوبوس) مثلًا في الفصل الثاني الصفحة 115. يُمنح لقب «المرمز الأول»، مع ذلك، إلى أي كان أول من قدم تفسيرات رمزية لأعمال هوميروس. يقود هذا النهج إلى إجابتين ممكنتين: ثياجينيس الريغيومي (الذي يدعوه بورفيري «المرمز الأول»، بروف. كايست. هوم. 1.240. 14-241. 12 شراد.) أو فرسيديس السيروسي، اللذان يُفترض أن كلاهما كان فاعلًا في القرن السادس ق.م، رغم أن فرسيديس أقدم وغالبًا ما يُفترض أنه أول كاتب للنثر. إن الجدال معقد، إذ أنه يتطلب منا إدراك الفرق بين استخدامين غالبًا ما يُخلط بينهما للفعل اليوناني «allēgoreīn» الذي من الممكن أن يعني كلًا من «التكلم برمزية» و «التفسير برمزية».
في حالة «التفسير برمزية»، يظهر أن ثياجينيس كان مثالنا الأقدم. يُفترض أن ثياجينيس قد اقترح تفسيرات رمزية ردًا على الانتقادات الفسلفية الأولية لأعمال هوميروس (مثل زينوفانيس .11 وديلس – كرانز)، رمزت فيها آلهة الإلياذة إلى عناصر فيزيائية فعلًا. إذًا، يمثل هيفيستوس النار، على سبيل المثال. يجادل بعض الباحثين مع ذلك في أن كتابات فرسيديس المتعلقة بنشأة الكون توقعت أعمال ثياجينيس الرمزية، ويتضح ذلك بصورة خاصة في وضعه المبكر للزمان (كرونوس) في سلسلة نسب الآلهة، ما اعتُقد أنه إعادة ترجمة للعملاق كرونوس، من أنساب آلهة أكثر تقليديةً.
اثنتين من أشهر الحكايات الرمزية في الأدب الكلاسيكي هما الكهف في جمهورية أفلاطون (الكتاب السابع) وقصة المعدة وأعضائها في الحديث عن مينينيوس أغريبا (ليفي الفقرة 32).
من بين أشهر أمثلة الحكايات الرمزية، حكاية كهف أفلاطون، التي تشكل جزءًا من عمله الأكبر الجمهورية. في هذه الحكاية الرمزية، يصف أفلاطون مجموعة من الناس الذين عاشوا مقيدين في كهف طيلة حياتهم، قبالتهم حائط خالٍ (514 أ – ب). يشاهد المساجين ظلالًا تسقط على الحائط نتيجة مرور أشياء أمام نار خلفهم ويبدؤون بنحل هذه الظلال أشكالًا، مستخدمين اللغة للتعرف على عالمهم (514 سي – 515 أيه). وفقًا للحكاية، الظلال هي أقرب ما يمكن للمساجين رؤيته من الواقع، إلى أن يجد أحدهم طريقه إلى العالم الخارجي حيث يرى الأشياء الحقيقية التي تُنتج هذه الظلال. يحاول أن يخبر من بالكهف باكتشافه، لكنهم لا يصدقونه ويقاومون جهوده المبذولة في سبيل تحريرهم كي يروا بأنفسهم بشدة (516 إي – 518 أيه). هذه الحكاية الرمزية، على المستوى الأساسي، هي عن فيلسوف يسعى إثر إيجاده معرفة أكبر خارج كهف الفهم البشري إلى مشاركتها معتبرًا هذا الفعل واجبه، وحماقة هؤلاء الذين رفضوها لأنهم يعتقدون أنفسهم مثقفين بالقدر الكافي.
في أواخر القصور القديمة نظم مارتيانوس كابيلا كل المعلومات التي قد يحتاج ذكر من الطبقة العليا في القرن الخامس معرفتها في حكاية زواج ميركوري وفيلولوجيا، والفنون المتحررة السبعة التي يحتاج الشاب معرفتها بصفتها الضيوف. طورت الفلسفة الأفلاطونية الجديدة أيضًا نوعًا من القراءة الرمزية لهوميروس وأفلاطون.

## الرمزية الكتابية
توجد حكايات رمزية أخرى في الكتاب العبري، كالاستعارة الموسعة في المزمور الثمانين حول الكرمة وانتشارها ونموها المذهلين، ممثلة الاحتلال الاسرائيلي وسكناهم في الأرض الموعودة. حكاية أخرى في سفر حزقيال الإصحاح الـ 16 والـ 17، حيث يمثل التقاط النسر العظيم الكرمة ذاتها نفي الإسرائيليين إلى بابل. كان التفسير الرمزي للكتاب لمقدس ممارسة مسيحية شائعة وما زال. مثلًا، من بين التعليقات على الأناجيل بقلم فورتوناتيانوس الأكويلي المعاد اكتشافها مؤخرًا تعليق كتبه مترجمها إلى الإنجليزية: «إن السمة الأساسية لتفسير فورتوناتيانوس هي النهج المجازي، الذي يعتمد على جملة من المفاهيم المقترنة بالمصطلحات الأساسية بغية خلق ترجمة رمزية للنص».